# Shahrestān-e Āq Qalā
Shahrestān-e Āq Qalā (persiska: شهرستان آق قلا, آق قلا) är en delprovins (shahrestan) i Iran.   Den ligger i provinsen Golestan, i den norra delen av landet, 300 km nordost om huvudstaden Teheran.
Delprovinsen hade 132 733 invånare 2016.